# 弟国宮
弟国宮 (おとくにのみや) とは、継体天皇が営んだ宮の一つ。同天皇が大和国に入る前に営んだ最後の都である。

## 歴史
継体天皇はもともと皇位を継ぐ立場ではなかったが、先帝の武烈天皇が皇子を残さぬまま崩御したことにより傍系の継体天皇が即位することが決まった。それにより継体天皇元年（507年）に河内国で即位した。しかしながら武烈天皇と4親等以上離れていたため、なかなか大和に入れず、幾度か遷都しながら大和に向かっていた。
弟国宮は先述したとおり継体天皇が大和に入る前の最後の都である。継体天皇12年（518年）3月9日に継体天皇は筒城宮から弟国宮へ遷り、継体天皇20年（526年）9月13日に大和の磐余玉穂宮へ遷った。

## 角宮神社
継体天皇がこの都に遷都にあたり、512年に創建された神社。